# 북방길앞잡이

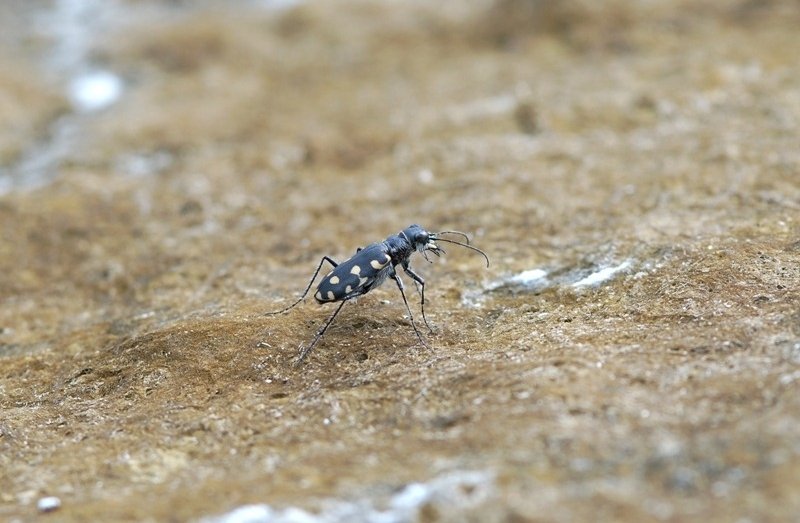
Korean tiger beetle Calomera littoralis

북방길앞잡이는 딱정벌레과의 곤충이다. 14~16mm이며, 몸은 전체적으로 검고 광택이 돌며 윗입술에 흰색 센털이 매우 많은 것(25~30개)이 특징이다. 딱지날개는 흑청색 광택이 나며 작고 각진 돌기들이 있고, 끝은 둥그렇다. 어깨 부위에는 'C'자 모양의 있는 점과 연결되고, 아래쪽에 있는 점은 날개 접합부 쪽에 있는 점과 확연히 떨어져있다. 이는 칼로메라속 길앞잡이들의 날개 무늬에서 나타나는 공통적인 특징이다. 날개 끝 부분에는 흰점이 두 개 있으며, 서로 연결되어 있다. 날개무늬에 있어서 암수의 차이는 없다.

## 보고
2007년 7월 '제3차 전국자연환경조사(환경부)'의 일환으로 인천 옹진군 백령도의 곤충을 조사하던 중, 화동 폐 염전에서 아직까지 국내에 보고되지 않은 길앞잡이가 채집되었다. 남한에서는 현재까지 옹진군 백령도에서만 발견되었으며, 북한 서해안에 추가로 서식할 것으로 예상되나 분포는 추가 조사하가 필요하다.
국외 문헌(Wiesner(1992), Shook and wiesner(2006))을 검토한 결과, 이 종은 러시아(Siberia, Transbaikalika와 중국(Beijing, Gansu, Hebei, Henan, Liaoning, Shanxi, Tianjin, 내몽고 등)에 분포하는 칼로메라 리토랄리스(Calomera littoralis Fabricius, 1787)와 매우 유사하다. 정확한 분류와 종명(국명)은 유사 종과 비교 후 보고되어야 하겠으나 우리나라 최초의 기록임이 확인되었고, 외국의 분포와 남한 최북단에서 발견된 점을 고려해 가칭 '북방길앞잡이'라고 이름 붙였다.
추후 지속적인 연구를 통해 본 종의 명확한 소속을 밝히고 적합한 국명이 논의되길 바란다.

## 생태 및 서식환경
북방길앞잡이의 우리나라 최초 분포지로 기록될 백령도는 지금은 행정구역상 인천 옹진군에 속해있지만 원래는 황해도 장연군 소속이었기 때문에, 남한에서 가장 북쪽에 있다. 이 종은 백령도의 유일한 염전인 화동염전 중 약 1만m의 폐 염전에서만 발견되었기에 사는 곳은 바닷가의 펄, 염전 부근 등으로 짐작되며 같은 장소에서 채집된 꼬마길앞잡이, 쇠길앞잡이와 생태가 비슷할 것으로 추정된다.
성충의 출현시기는 7~9월로 생각되며, 사는 곳의 다른 종들과 비교할 때 개체수는 보통이다. 그외의 발생시기 및 개체수에 대해서는 추가조사하가 필요하다.
1993년 간척으로 담수호가 생겨 염전의 일부만 남아 있는 화동염전은 버려진 폐 염전 면적이 크다. 이곳이 농지나 타 용도로 개발된다면 이 종의 유일한 남한 서식지가 파괴되어 멸종할 염려가 매우 크다. 다양한 분야의 추가 연구와 보호대책 마련을 기대한다.